# EXistenZ
eXistenZ és una pel·lícula de ciència-ficció anglo-franco-canadenca dirigida per David Cronenberg i estrenada el 1999.

## Argument
En un futur proper, els jugadors de videojocs són enllaçats en un món virtual gràcies a una consola anomenada pod , amfibi genèticament modificat que es connecta al sistema ansiós del jugador a través d'un bioport , un forat perforat a la base de l'esquena del jugador. La demostració del darrer joc d'Allegra Geller (Jennifer Jason Leigh) gira cap al malson per la intervenció d'un grup de Realistes , fanàtics oposats a la «tecnologització» de l'home; ja no es tracta de viure una aventura, sinó de sobreviure-hi.

## Repartiment
- Jennifer Jason Leigh: Allegra Geller
- Jude Law: Ted Pikul
- Ian Holm: Kiri Vinokur
- Willem Dafoe: Gas
- Don McKellar: Yevgeny Nourish
- Callum Keith Rennie: Hugo Carlaw
- Christopher Eccleston: Levi
- Sarah Polley: Merle
- Robert Silvermann: D'Arcy Nader
- Oscar Hsu: el criat del restaurant asiàtic

## Premis i nominacions

### Premis
- 1999: Os de Plata a la contribució artística excepcional per David Cronenberg[3]
- 1999: Silver Scream Award al Festival de cinema fantàstic d'Amsterdam
- 2000: Premi Génie al millor muntatge

### Nominacions
- 1999: Os d'Or
- 2000: Premi Saturn a la millor pel·lícula de Ciència-ficció
- 2000: Premi Chlotrudis al millor guió
- 2000: Premi Génie a la millor pel·lícula

## Grafia del títol
El títol de la pel·lícula reprèn el del joc fictici en el centre de la intriga. La seva grafia particular,  eXistenZ  barrejant majúscules i minúscules, és detallada per un dels personatges (Levi) al començament de la pel·lícula: « eXistenZ. Written like this. One word. Small 'E', capital 'X', capital 'Z'. 'eXistenZ'. It's new, its from Antenna Research, and its here... right now.  ».
És explicada per Mark Browning a David Cronenberg: Author or filmmaker ?: 
| « | En l'escena d'obertura (i de tancament) d' eXistenZ , Cronenberg desmunta els trets paradoxals del llenguatge utilitzat en les presentacions comercials. Presentant el joc, Levi escriu la paraula eXistenZ sobre un quadre negre al mateix temps que el pronuncia i insistint en les lletres han de ser en majuscules. | » |

Les lletres isten, en minúscules enmig de la paraula, signifiquen «Déu» en hongarès
Algunes obres han adoptat una grafia parcialment normalitzada restablint la majúscula inicial: EXistenZ.

## Productes derivats
Una novelització de la pel·lícula ha estat escrita per l'autor de ciència-ficció Christopher Priest, especialista de les realitats paral·leles. Plantilla:Refnec

## Comentari
Cronenberg considera eXistenZ  com la seva «pel·lícula dickien», que conté més temes propers a l'obra de Philip K. Dick. Ha inclòs d'altra banda una mena d'homenatge en la pel·lícula pel biaix d'una bossa de paper on posa «Perky's Pat», en referència a la novel·la The days of Perky Pat  (1963), que és (en part) la inspiració de la novel·la The Three Stigmata of Aplanar Eldritch , 1965).
La trama de la pel·lícula es basa en la confusió entre la realitat i la realitat virtual, que els personatges viuen fora i dins del videojoc anomenat eXistenZ , l'objectiu del qual és simplement viure una aventura (a la manera d'un joc d'aventura), en un món ultrarealista. En aquesta pel·lícula, David Cronenberg es diverteix donant una textura biològica als objectes tecnològics: les consoles de joc són una mena de fetus, les connexions són assegurades per cordons umbilicals endollats en sphincters (el tema de la simbiosi entre biologia i tecnologia també és present a les seves altres obres, com per exemple The Naked Lunch o Videodrome).
Juga també amb els codis dels videojocs: personatges i accions estereotipats, bucles d'accions que continuen fins que el jugador fa la «bona tria» per desbloquejar-los.